# 吉祥密乘大乐林寺
吉祥密乘大乐林寺，简称大乐林寺，位于中国内蒙古自治区通辽市科尔沁区西拉木伦公园北侧，是一座藏传佛教格鲁派寺院。

## 简介
大乐林寺始建于1993年，经通辽市（今科尔沁区）人民政府批准，仿照原莫力庙兴建（又说该寺的前身为莫力庙，故属于异地重建）。1997年9月落成，总投资大约800多万元人民币，占地面积大约13500平方米。
1997年，经内蒙古自治区人民政府批准，大乐林寺成为喇嘛教活动场所。该寺有18名喇嘛，13名宗教职员。每年农历正月十五、二月初八、四月初八、六月十五、十月二十五日分别举办祈愿会、嘛呢会、吉祥颂、满金大会。